# 안녕, 전우치! 도술로봇대결전
《안녕, 전우치! 도술로봇대결전》은 2015년 10월 8일에 개봉한 대한민국의 애니메이션 영화이다.

## 시놉시스
조선시대에서 백성을 괴롭히는 왕을 혼내준 뒤 입술 엘리베이터를 타고 500년의 시간을 훌쩍 넘어 2015년 현재로 오게 된 전우치는 서울 부암동으로 이사 온 초등학생 석이와 무술 신동 산초를 만나게 되고 셋은 친구가 된다. 그 사이 조선에서는 전우치의 친구이자 라이벌인 도사 우당탕과 왕이 손잡고 전우치에게 복수를 계획하며 비밀병기 도술로봇까지 만들게 된다.
한편 시간을 넘나들며 우정과 모험을 쌓아가던 우치와 친구들은 왕과 우당탕의 계략에 의해 째깍째깍 물고기가 살고 있는 시간의 방에 갇히게 되는 최대 위기에 빠지게 된다. 째깍째깍 물고기에게 시간을 빼앗겨 아이가 된 전우치가 능력을 잃어버린 틈을 타 왕은 도술로봇을 이용해 백성들을 또 다시 괴롭히는데!
어린이들의 최고의 친구, 최고의 영웅! 명랑 히어로 전우치의 대모험이 시작된다!

## | CAST |
- 김율: 전우치 역
- 김새해: 석이/석이엄마/앵커/선생님/여자어린이1 역
- 정선혜: 산초 역
- 홍범기: 도둑/왕/신하/의금부포졸 5,6 역
- 류점희: 우당탕/거북할멈/여자/남자어린이2/파주댁 역
- 안장혁: 의금부지사/랑호 역
- 김소형: 따오밍스/곰/진휼청 관리/조선시대 할아버지/의금부포졸1,2/백성 2,4,6,7,9,10,11/뱀괴물/사자괴물/엿장수/도술로봇 컴퓨터 역
- 김기흥: 석이아빠/학/임만식 기자/남자어린이1/조선시대 소/포졸병장,궁궐병졸1/의금부포졸3,4/백성 1,3,5,8,11/괴물1/원숭이괴물/머리괴물/째깍째각물고기 역

## | STAFF |
- 대본감수: 윤강비
- 더빙연출: 조일호
- 원작: 하민석 ("안녕 전우치?" | 도서출판 보리)
- 기획: 김대창, 임만식
- 제작: ㈜얼리버드픽쳐스, ㈜쏘울크리에이티브
- 제작지원: 한국방송통신전파진흥원
- 배급: ㈜리틀빅픽처스
- 공동제공: 와이드 릴리즈㈜

### | STAFF | Animation
- 감독: 김대창
- Executive Producer: 김대창, 임만식
- 애니메이션 감독: 황철
- Producer: 박기원, 이별남
- 각본: 김대창, 권오현, 신현덕, 최인희
- 각색: 김대창, 김미희
- 애니메이션 연출: 이정현
- 애니메이션 PD: 이지민, 김미희
- 컨셉디자인: 김시헌
- 캐릭터디자인: 정달희, 김다정, 한승우
- Location 디자인: 김학철
- 소도구 디자인: 정달희, 김다정, 이정현
- 콘티: 한승우, 이기용, 최지원
- 레이아웃 Supervisor: 한승우
- 레이아웃/원화: 한승우, 전은희, 이기용, 한수진, 이지원, 김우신, 김윤희, 신창섭, 김성만, 이찬웅, 정달희, 김다정
- 원화작감: 전은희
- 애니메이션 Supervisor: 이정현
- 애니메이션: 이정현, 한주석, 장수진, 한세화, 김성령, 송하나, 양선인, 김성수, 이승주, 최진혁, 김부용, 이소라, 박현수, 차정연, 원혜민, 김미연, 이하나
- 배경 Supervisor: 김학철
- 배경: 김학철, 이현정, 김은희, 김은영, 김혜성, 이희경, 박세일, 서은경
- 일러스트 디자인: 정연주
- 애니메틱스 촬영: 홍예솔
- 편집: 황철
- 제작지원: 신장선, 장류진, 김범섭, 추동문
- 오프닝(3D): 지혜천

### | STAFF | Pilot
- 애니메이션 연출: 곽영진
- 애니메이션 PD: 이지윤
- 원화: 곽영진, 이지윤, 김지현
- 디자이너: 김혜민

### | STAFF | Post Production
- 음악: 나잠 수(삽입곡<너흰 아무것도 몰라>노래: 김간지, <우리는 친구>노래: 나잠 수)
- 포스트제작: ClCMEDIA
- 녹음: 박지혜, 박지혜(s)
- 믹싱: 박지혜
- 효과: 박지혜, 파란슐츠, 최옥순, 박지혜(s)
- 예고편: 김지선
- DCP제작: 고재식

### | STAFF | Movie
- 배급책임: 안수현
- 배급진행: 박선미, 박진수
- 진행: 한정윤
- 홍보마케팅: -모 비- 이은하, 최미선, 조근희
- 온라인 마케팅: -클루시안- 박선희, 유현지, 김경미, 권혜진
- 디자인: 최선희
- 타이틀 캘리그래피: 봉봉오리

### | 도움주신 분들 |
- 도서출판 보리: 양병희
- 콩미디어: 이강민
- 새한프로덕션: 송정율(「송정률」명의)
- 스튜디오 카브: 김신화, 안성은
- 스튜디오 홀호리: 서석준, 김현주
- 그리메: 신주영
- 아트플러스 엠: 서동원, 김수명
- 꽃다지: 유정주
- 카툰네트워크: 장국상, 이영석, 김도연, 서현아, 김효은, 김영조, 이재원
- 재능TV: 노민석, 박주연, 김다빈, 김상현
- 챔프: 구본승, 정헌식
- 고래가 그랬어: 안현선

- 한국방송통신전파진흥원(KCA)
- Copyright ©2015 Haminseok/earlybird/SOULCREATIVE. All Rights Reserved.